# Denkschrift Moltke/Ludendorff
Bei der Denkschrift Moltke/Ludendorff vom Dezember 1912 handelt es sich um ein Memorandum, das die militärischen Ziele des Deutschen Kaiserreichs für die nachfolgenden Jahre aus Sicht des deutschen Generalstabs festschrieb. Sie wurde von Helmuth Moltke dem Jüngeren und Erich Ludendorff kurz nach dem Kriegsrat vom 8. Dezember 1912 verfasst und blieb unter Geheimhaltung.
Die wichtigsten Punkte der Denkschrift waren:
- Trotz artilleristischer und allgemeiner materieller Überlegenheit: Erhöhung der Friedenspräsenz-Stärke der Reichswehr um 300'000 Mann; Ausbildung aller wehrfähigen Mannschaften.[1]

- „Gelingt es, im Kriegsfall den casus belli so zu formulieren, dass die Nation begeistert zu den Waffen greift, so wird man auch den schwersten Aufgaben mit Zuversicht entgegengehen können.“[2]

- Unter diesen Rahmenbedingungen könne man „auch einem Dreifrontenkrieg [gegen alle grossen Entente-Gegner] mit Zuversicht entgegensehen.“[3]

Die Umsetzung der hier geforderten allgemeinen Wehrpflicht erfolgte ab 1914, nebst einem „geballten Rüstungsstoss“ von 1912 bis 1914, „auf den Trümmern der fiskalpolitischen Rüstungskontrolle zwischen 1909 und 1911.“ Den „casus belli“ ferner bildete Ende Juli 1914 die russische Generalmobilmachung, welcher Reichskanzler Theobald von Bethmann Hollweg „die Schuld an der ausbrechenden  europäischen Konflagration zuschieben“ wollte.